# Guerras naderianas
As Guerras Naderianas(em persa: جنگ‌ھای نادری; romaniz.: Janghā-ye Nāderi) foram uma série de conflitos lutados da metade do século XVIII na Eurásia Central primariamente pelo conquistador iraniano, Nader Xá. As guerras naderianas foram originadas pela deposição da Dinastia Safávida pelos hotaquis afegãos. Durante o colapso e fragmentação do Império após a captura da capital persa de Ispaã pelos afegãos, um requerente do trono safávida, Tamaspe II, aceitou Nader (que não era nada mais do que um lorde vassalo de Coração) a seus serviços. Depois de ter subjugado o noroeste do Irão assim como neutralizado os afegãos Abdali para o leste e feito de Tamaspe II um vassalo, Nader marchou contra os Hotaqui para ocupar o resto do país. Em uma série de incríveis vitórias os afegãos foram expulsos e Tamaspe II retornou ao trono e restaurou o Império Safávida.
As consequências da restauração do Império Safávida que foi comandada por Nader, fez com que os territórios ocidentais e do norte do império fossem reconquistados dos russos e otomanos. Depois de uma guerra que durou cinco anos Nader tentou restaurar a fronteira ocidental da Pérsia da mesma forma que repor a soberania persa sob o Cáucaso. A legitimidade que suas honrarias militares trouxeram a ele permitiram a ele realizar um golpe sangrento contra a Dinastia Safávida em que ele teve o apoio da elite persa. A primeira campanha militar de Nader Xá durante o Império Afexárida foi a subjugação do Afeganistão. O resultado da anexação do Afeganistão pelo Império de Nader fez com que ele pudesse invadir o Império Mogol. Em uma campanha que foi considerada uma de suas mais extraordinárias ele cruzou o Passo Khyber com apenas dez mil homens e subsequentemente desceu através das regiões centrais do Império Mogol e encontrou o exército Mogol, mesmo estando em uma desvantagem de seis para um, massacrou seus inimigos em um pouco mais de três horas. Depois, ele fez com que o Imperador Mogol virasse seu vassalo e marchou para Deli, onde ele saqueou e massacrou a população depois que eles se revoltaram contra a sua ocupação.
O retorno de Nader ao Império significou novas guerras na região da Ásia Central. Nader expandiu a hegemonia persa na Ásia Central para extensões que que ultrapassaram as do Império Sassânida. Entretanto, essa conjuntura fez com que a saúde mental de Nader chegasse lentamente a insanidade e paranoia. Suas campanhas contra os Lezguianos no extremo norte do Cáucaso foram de menor sucesso e o seu cerco a Bagdá foi levantado prematuramente devido a uma letargia incaracterística do generalato de Nader. Da mesma forma que Nader continuou com suas políticas severas contra os habitantes do Império e com a brutal punição aos dissidentes ele afastou muitos de seus subordinados e associados próximos. Ele mandou arrancar os olhos de seu herdeiro devido a uma paranoia e declarou muitos de seus servos reais como traidores e rebeldes, forçando eles a emergir uma rebelião contra ele.
Os últimos anos de Nader foram marcados pela luta em seu próprio Império em uma série de campanhas consideradas barbáricas em que rebeliões foram colocadas abaixo da maneira mais brutal e cruel. Uma de suas últimas batalhas foi uma batalha contra os otomanos perto de Carse onde ele aniquilou o exército otomano fazendo com que Istambul desejar os termos de um acordo de paz. Ele foi assassinado por um de seus oficiais em sua própria barraca. A morte de Nader iniciou um capítulo extremamente problemático e sangrento da história iraniana onde uma guerra civil enrolou a nação durante meio século antes da fundação do Império Cajar por Maomé Cã Cajar.

## Conquista de Coração

### Rebelião e Separação
Revoltas eclodiram na província de Coração durante a década de 1720 como consequência das revoltas afegãs nas províncias ao leste do Império que eventualmente levaram a uma invasão liderada pelo Imperador Hotaqui, Mamude Hotaqui. Em uma batalha sangrenta Mamude infligiu uma derrota humilhante as forças imperiais em Ispaã na Batalha de Gulnabade, uma em que ele marchou para capital onde a capturou depois de um terrível cerco.
Um nobre de Ispaã chamado Maleque Mamude Sistani alcançou um acordo com os conquistadores afegãos hotaquis em que ele comandaria um reino independente em Coração em troca de reconhecer Mamude como xá da Pérsia. Sistani entrou em Coração e tentou conquistar a maior parte da província dos rebeldes e Chefes militares em um breve período de tempo em que a capital Mexede caiu em suas mãos. Nessa situação, Nader havia se estabelecido em uma fortaleza em Mexede e com um exército de apenas mil e duzentos homens conquistou o território de Sistani, mesmo que eles não tenham entrado em confronto direto com ele, Nader se tornou o único grande desafio a influência de Sistani em Coração.

### Tamaspe II e Cerco de Mexede
Após a conclusão do cerco de Ispaã, Mamude enviou um contingente de seus afegãos para subjugar Gasvim, onde um novo pretendente Safávida, Tamaspe, tinha ascendido e se autoproclamado Xá. Ele foi forçado a fugir de Gasvim, mas não podia ficar na região permanentemente, já que aquelas áreas que não estavam sob o controle afegão foram atacadas pelos soldados otomanos invasores do oeste. Tamaspe foi perseguido a partir do oeste do país e em Astarabade encontrou um chefe militar fiel se chamado Fatali Cã do clã Cajar.
Decidindo que era cedo demais para marchar sobre Ispaã e para libertar o coração da Pérsia iriam começar da província de Coração onde poderiam forjar alianças e mobilizar mais tropas sob a sua bandeira. Marchando em direção a Coração eles entraram em contato com Nader cuja lealdade eles adquiriram junto com sua força de combate agora bastante ampliada (Nader fez campanha contra os curdos e incorporou com sucesso muitos deles em seu pequeno exército). Uma força combinada de trinta mil homens homens cercariam Mexede com Sistani e seu comandante, Pir Maomé, presos dentro das paredes da cidade. Tamaspe tinha desenvolvido uma relação tensa com Fatali Cã e elas começaram a piorar em 10 outubro de 1726, quando Nader levou a Tamaspe uma carta interceptada, o conteúdo fornecia provas abundantes de uma linha clandestina de comunicação entre Fatali e Sistani. Nader, com medo de que o contingente Cajar pudesse enfraquecer o exército, aconselhou Tamaspe para poupar sua vida. Tamaspe, apesar de concordar com o julgamento de Nader, executou Fatali no dia seguinte.
O contingente Cajar, porém, permaneceu com o exército real apesar da decapitação de Fatali e, ironicamente, houve uma traição do outro lado do conflito que deu fim ao cerco, onde Pir Maomé permitiu que Nader se infiltrasse nas muralhas da cidade, forçando Sistani a refugiar-se na cidadela, rendendo-se pouco depois.

## Conquista do Afeganistão Ocidental

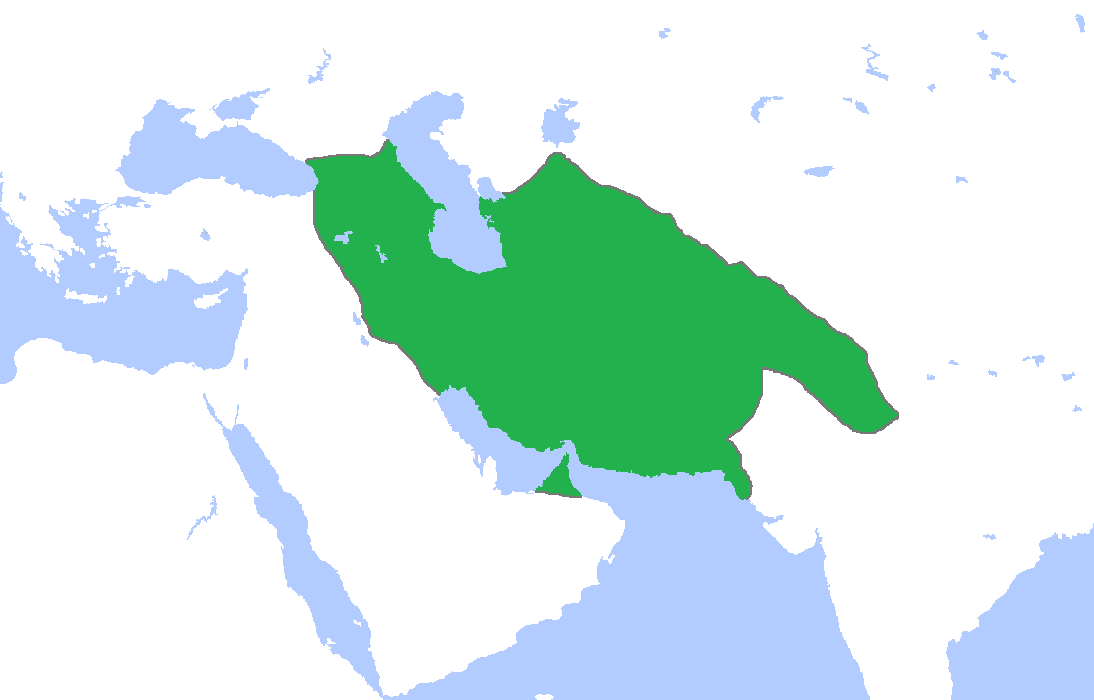
Um mapa do Império Afexárida em sua maior extensão, depois das campanhas de conquista de Nader Xá

A conquista do Afeganistão por Nader Xá consistiu em uma série de conflitos que culminaram no fim das operações militares de Nader contra os afegãos Abdali. Nader tendo concluído recentemente uma campanha militar contra o seu próprio monarca e príncipe, o gravemente humilhado Tamaspe II, saiu de Mexede em 4 de maio de 1729 tendo certeza de que o Xá o acompanhava em sua jornada onde ele poderia deixá-lo sob extrema supervisão.
O conflito também teve importância no efeito ao exército de Nader, que se aperfeiçoou no seu sistema tático por meio da experiência adquirida lutando contra exércitos de cavalaria mortal, algo que se mostraria de importância incalculável na Batalha de Mimanduste (onde os afegãos sentiram uma rude introdução à guerra moderna pelo exército bem treinado de Nader). As forças Abdali consistiam de quinze mil pilotos sob o comando de Alaiar Cã, o governador de Herate, concentrados em torno Cafer Calé e outro destacamento de doze mil homens liderados por um comandante impetuoso chamado Zulfacar Cã que estava se aproximando de Cafer Calé do sul. Na vazante que se seguiu um fluxo de marchas e contra marchas onde Nader iria encontrar-se duramente pressionado para manter a mão superior em um ambiente de batalha de constante mudança, onde até mesmo o tempo se provaria imprevisível.